# Grand Prix automobile d'Autriche 2018
GP précédent GP suivant
Le Grand Prix automobile d'Autriche 2018 (Formula 1 Eyetime Grosser Preis von Österreich 2018) disputé le 1er juillet 2018 sur le circuit de Spielberg, est la 985e épreuve du championnat du monde de Formule 1 courue depuis 1950. Il s'agit de la 31e édition du Grand Prix d'Autriche comptant pour le championnat du monde de Formule 1 et la neuvième manche du championnat 2018. L'épreuve se dispute pour la trentième fois depuis 1970 sur le circuit de Spielberg (contre une fois à Zeltweg en 1964).
Une semaine après le Grand Prix de France, les Flèches d'Argent monopolisent à nouveau la première ligne, mais dans un ordre différent. En se montrant le plus rapide lors de la troisième phase des qualifications, Valtteri Bottas obtient sa première pole position de la saison, la cinquième de sa carrière. Sur le circuit le plus court en temps du championnat (1 min 03 s 130 pour le pilote finlandais), Lewis Hamilton est battu de dix-neuf millièmes de seconde. Auteur du troisième temps à trois dixièmes de seconde, Sebastian Vettel est pénalisé d'un recul de trois places sur la grille pour avoir gêné Carlos Sainz Jr. La deuxième ligne est dès lors occupée par Kimi Räikkönen et Max Verstappen. Romain Grosjean devance Vettel sur la troisième ligne, tandis que Daniel Ricciardo part de la quatrième ligne avec Kevin Magnussen.
Mercedes Grand Prix n'avait jamais connu un double abandon pour causes mécaniques depuis son retour en compétition en 2010 ; ce rare événement conduit à la première victoire de la saison de Max Verstappen, la quatrième de sa carrière. Le jeune pilote néerlandais dépasse Kimi Räikkönen dès le premier tour d'une course, particulièrement agitée, pour s'installer en troisième position tandis que Lewis Hamilton prend les commandes en prenant un meilleur départ que Valtteri Bottas. L'épreuve bascule dès le treizième tour quand Bottas, gare sa W09 en panne dans le virage no 4. Alors que la voiture de sécurité virtuelle est déployée pour permettre l'évacuation de la monoplace, les pilotes Red Bull et Ferrari plongent dans les stands pour chausser des pneus tendres leur permettant d'atteindre l'arrivée ; seul Hamilton reste en piste et voit son avance fondre au fil des tours à la suite de cette erreur stratégique. Après son arrêt, au 25e tour, il ressort en quatrième position alors que Verstappen prend la tête devant son coéquipier Daniel Ricciardo et Kimi Räikkönen. Hamilton est ensuite dépassé par Vettel puis abandonne au 63e tour sur un problème de pression d'essence ; les Mercedes restaient invaincues sur le Red Bull Ring depuis le retour du Grand Prix d'Autriche au calendrier en 2014. Daniel Ricciardo ne finissant pas non plus la course, lâché par sa boîte de vitesses après 53 tours, Verstappen, qui doit gérer l'usure de ses pneus, entrevoit la victoire, poursuivi par les deux Ferrari de Räikkönen et de Vettel. Consigne d'équipe ou non, Räikkönen tient sa deuxième place jusqu'au bout devant son coéquipier. Red Bull fête son premier succès sur le circuit de son propriétaire Dietrich Mateschitz, les trois premiers se tenant en trois secondes et le reste du plateau repoussé à un tour. Quatrième devant son coéquipier Kevin Magnussen, Romain Grosjean marque ses premiers points de la saison. Esteban Ocon, sixième, précède son coéquipier chez Force India, Sergio Pérez ; Fernando Alonso, parti de la voie des stands, s'intercale au huitième rang, devant les deux Sauber de Charles Leclerc et Marcus Ericsson.  
Grâce à sa troisième place, Sebastian Vettel reprend la tête du championnat (146 points) avec un point d'avance sur Lewis Hamilton (145 points). Kimi Räikkönen (101 points) devance désormais Ricciardo (96 points) et Max Verstappen (93 points), Bottas, resté à 92 points n'étant plus que sixième. Ferrari (247 points) passe en tête du championnat du monde des constructeurs devant Mercedes (237 points) et Red Bull Racing (189 points) ; suivent Renault (62 points), Haas (49 points) qui devance désormais McLaren (44 points), Force India (42 points), Scuderia Toro Rosso (19 points) puis Sauber (16 points) et Williams (4 points).

## Pneus disponibles
| Pneus pour piste sèche | Pneus pour piste sèche | Pneus pour piste sèche | Pneus pluie    | Pneus pluie |
| ---------------------- | ---------------------- | ---------------------- | -------------- | ----------- |
| Ultra tendres          | Super tendres          | Tendres                | Intermédiaires | Pluie       |

## Essais libres

### Première séance, le vendredi de 11 h à 12 h 30
| Pos. | Pilote           | Voiture            | Chrono         | Écart     |
| ---- | ---------------- | ------------------ | -------------- | --------- |
| 1    | Lewis Hamilton   | Mercedes           | 1 min 04 s 839 |           |
| 2    | Valtteri Bottas  | Mercedes           | 1 min 04 s 966 | + 0 s 127 |
| 3    | Max Verstappen   | Red Bull-TAG Heuer | 1 min 05 s 072 | + 0 s 233 |
| 4    | Sebastian Vettel | Ferrari            | 1 min 05 s 180 | + 0 s 341 |
| 5    | Daniel Ricciardo | Red Bull-TAG Heuer | 1 min 05 s 483 | + 0 s 644 |
| 6    | Kimi Räikkönen   | Ferrari            | 1 min 05 s 776 | + 0 s 937 |

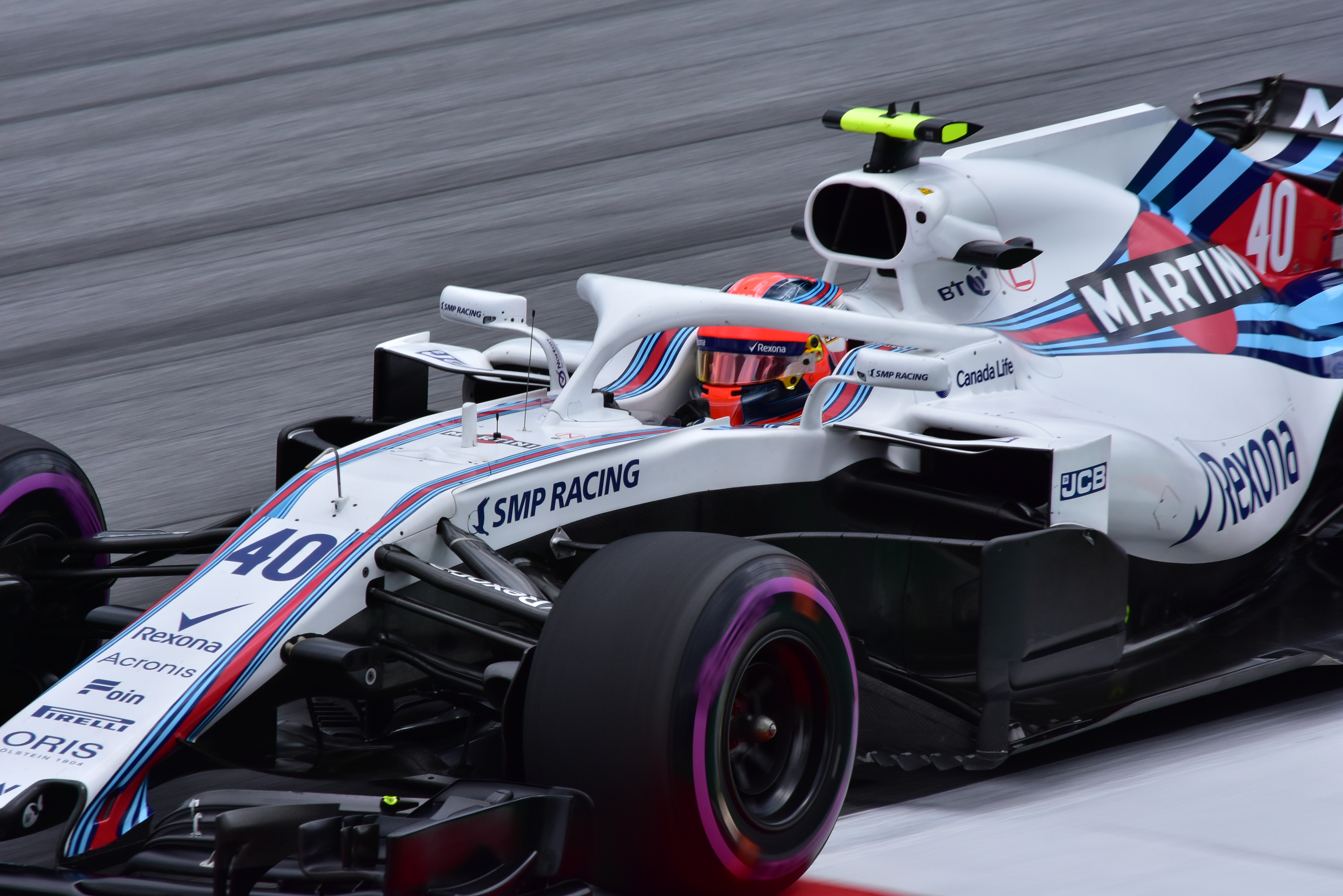
Robert Kubica, pilote-essayeur chez Williams, au volant de la Williams FW40.

- Robert Kubica, pilote-essayeur chez Williams F1 Team, remplace Sergey Sirotkin au volant de la Williams FW40 ; il réalise le vingtième et dernier temps, en 1 min 07 s 424[2].

### Deuxième séance, le vendredi de 15 h à 16 h 30

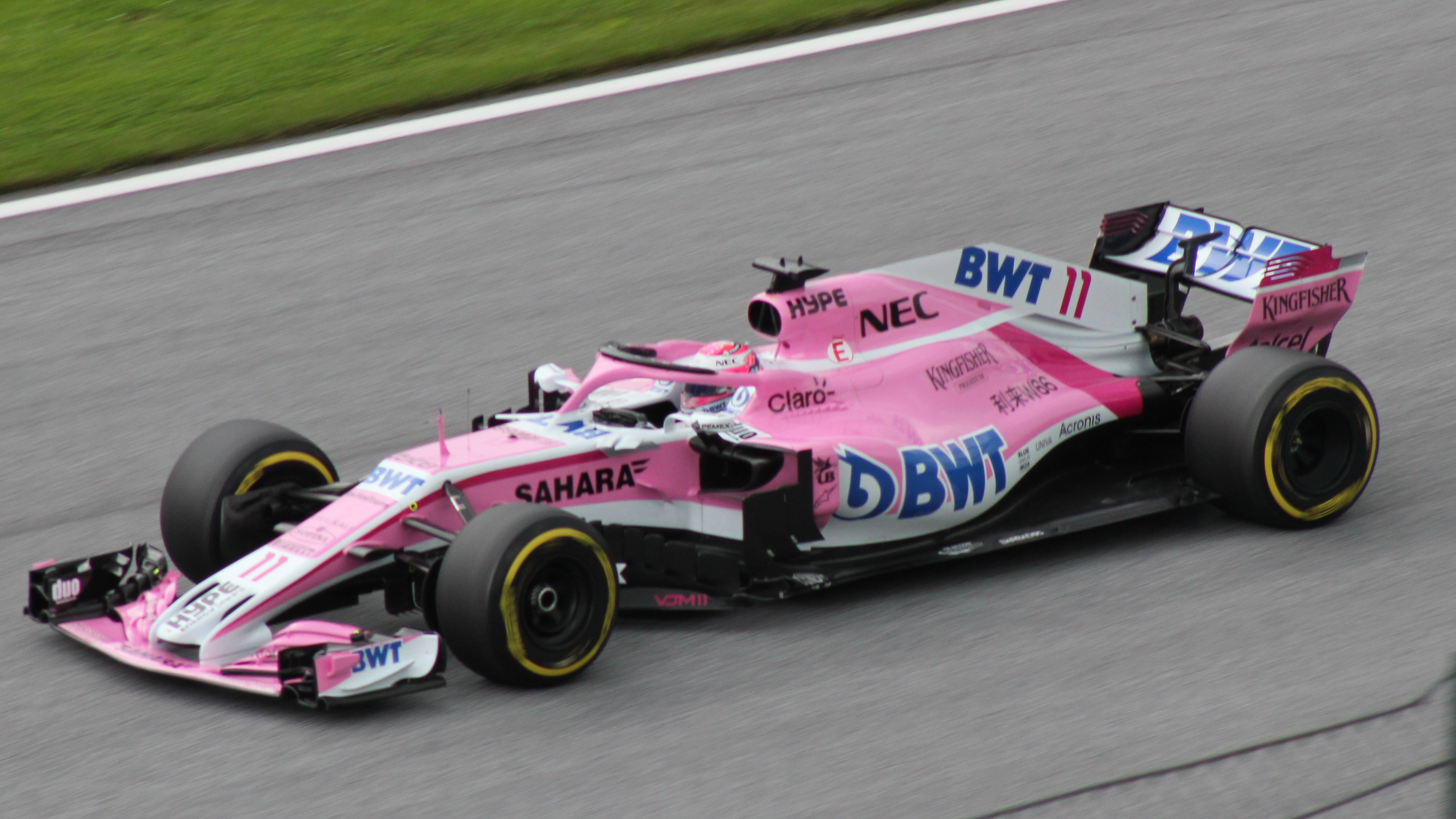
Sergio Pérez au Grand Prix d'Autriche 2018.

| Pos. | Pilote           | Voiture            | Chrono         | Écart     |
| ---- | ---------------- | ------------------ | -------------- | --------- |
| 1    | Lewis Hamilton   | Mercedes           | 1 min 04 s 579 |           |
| 2    | Valtteri Bottas  | Mercedes           | 1 min 04 s 755 | + 0 s 176 |
| 3    | Sebastian Vettel | Ferrari            | 1 min 04 s 815 | + 0 s 236 |
| 4    | Daniel Ricciardo | Red Bull-TAG Heuer | 1 min 05 s 031 | + 0 s 452 |
| 5    | Max Verstappen   | Red Bull-TAG Heuer | 1 min 05 s 125 | + 0 s 546 |
| 6    | Kimi Räikkönen   | Ferrari            | 1 min 05 s 265 | + 0 s 686 |

### Troisième séance, le samedi de 12 h à 13 h

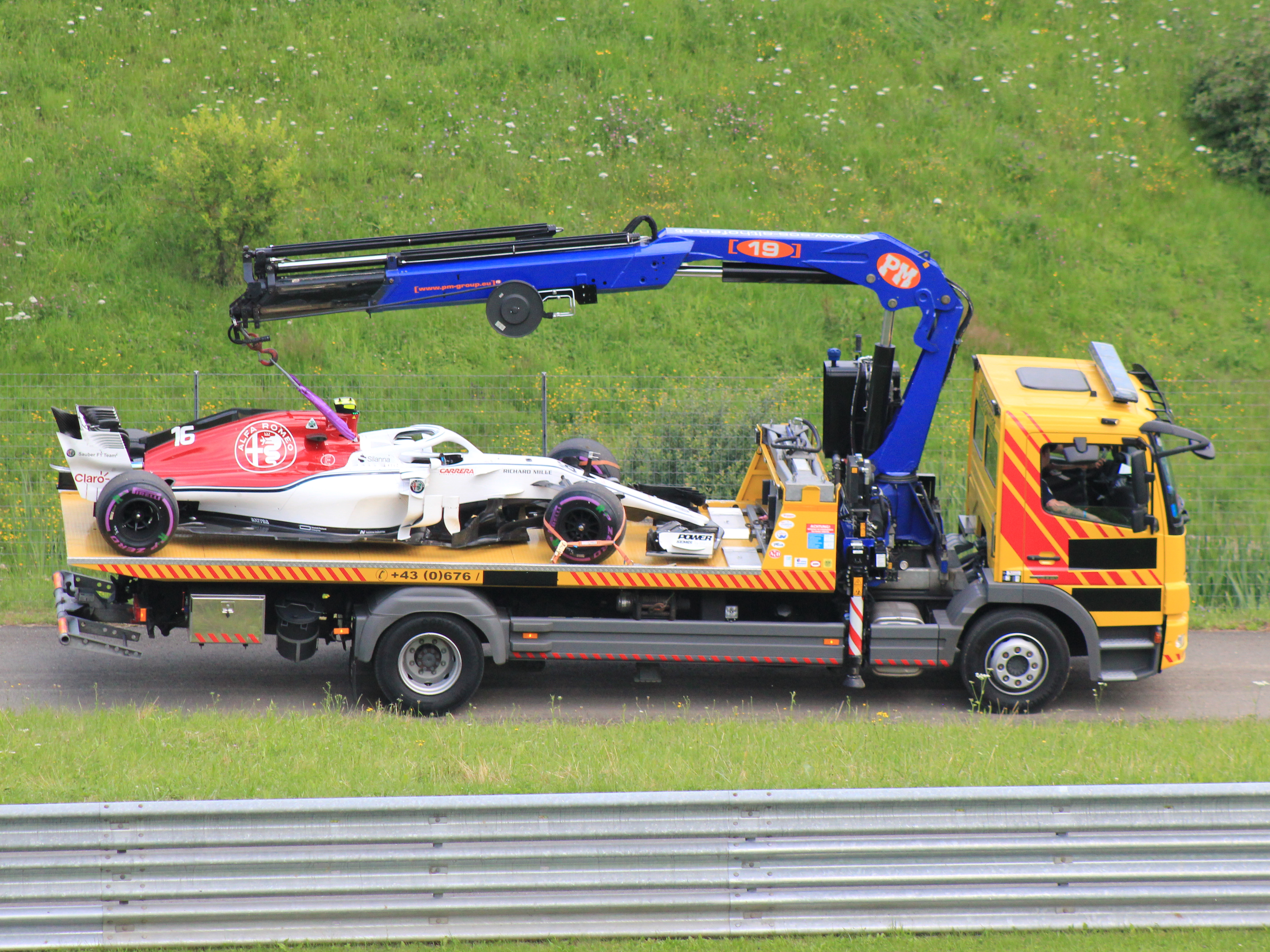
L'évacuation de la Sauber C37 de Charles Leclerc lors le la troisième séance d'essais.

| Pos. | Pilote           | Voiture            | Chrono         | Écart     |
| ---- | ---------------- | ------------------ | -------------- | --------- |
| 1    | Sebastian Vettel | Ferrari            | 1 min 04 s 070 |           |
| 2    | Lewis Hamilton   | Mercedes           | 1 min 04 s 099 | + 0 s 029 |
| 3    | Valtteri Bottas  | Mercedes           | 1 min 04 s 204 | + 0 s 134 |
| 4    | Kimi Räikkönen   | Ferrari            | 1 min 04 s 470 | + 0 s 400 |
| 5    | Max Verstappen   | Red Bull-TAG Heuer | 1 min 04 s 791 | + 0 s 721 |
| 6    | Daniel Ricciardo | Red Bull-TAG Heuer | 1 min 04 s 891 | + 0 s 821 |

## Séance de qualifications

### Résultats des qualifications
| Pos.                                                                                      | Pilote            | Écurie               | Qualifications 1 | Qualifications 2 | Qualifications 3 |
| ----------------------------------------------------------------------------------------- | ----------------- | -------------------- | ---------------- | ---------------- | ---------------- |
| 1                                                                                         | Valtteri Bottas   | Mercedes             | 1 min 04 s 175   | 1 min 03 s 756   | 1 min 03 s 130   |
| 2                                                                                         | Lewis Hamilton    | Mercedes             | 1 min 04 s 080   | 1 min 03 s 577   | 1 min 03 s 149   |
| 3                                                                                         | Sebastian Vettel  | Ferrari              | 1 min 04 s 347   | 1 min 03 s 544   | 1 min 03 s 464   |
| 4                                                                                         | Kimi Räikkönen    | Ferrari              | 1 min 04 s 234   | 1 min 03 s 975   | 1 min 03 s 660   |
| 5                                                                                         | Max Verstappen    | Red Bull-TAG Heuer   | 1 min 04 s 273   | 1 min 04 s 001   | 1 min 03 s 840   |
| 6                                                                                         | Romain Grosjean   | Haas-Ferrari         | 1 min 04 s 242   | 1 min 04 s 059   | 1 min 03 s 892   |
| 7                                                                                         | Daniel Ricciardo  | Red Bull-TAG Heuer   | 1 min 04 s 723   | 1 min 04 s 403   | 1 min 03 s 996   |
| 8                                                                                         | Kevin Magnussen   | Haas-Ferrari         | 1 min 04 s 460   | 1 min 04 s 291   | 1 min 04 s 051   |
| 9                                                                                         | Carlos Sainz Jr.  | Renault              | 1 min 04 s 948   | 1 min 04 s 561   | 1 min 04 s 725   |
| 10                                                                                        | Nico Hülkenberg   | Renault              | 1 min 04 s 864   | 1 min 04 s 676   | 1 min 05 s 019   |
| 11                                                                                        | Esteban Ocon      | Force India-Mercedes | 1 min 05 s 148   | 1 min 04 s 845   |                  |
| 12                                                                                        | Pierre Gasly      | Toro Rosso-Honda     | 1 min 05 s 011   | 1 min 04 s 874   |                  |
| 13                                                                                        | Charles Leclerc   | Sauber-Ferrari       | 1 min 04 s 967   | 1 min 04 s 979   |                  |
| 14                                                                                        | Fernando Alonso   | McLaren-Renault      | 1 min 04 s 965   | 1 min 05 s 058   |                  |
| 15                                                                                        | Lance Stroll      | Williams-Mercedes    | 1 min 05 s 264   | 1 min 05 s 286   |                  |
| 16                                                                                        | Stoffel Vandoorne | McLaren-Renault      | 1 min 05 s 271   |                  |                  |
| 17                                                                                        | Sergio Pérez      | Force India-Mercedes | 1 min 05 s 279   |                  |                  |
| 18                                                                                        | Sergey Sirotkin   | Williams-Mercedes    | 1 min 05 s 322   |                  |                  |
| 19                                                                                        | Brendon Hartley   | Toro Rosso-Honda     | 1 min 05 s 366   |                  |                  |
| 20                                                                                        | Marcus Ericsson   | Sauber-Ferrari       | 1 min 05 s 479   |                  |                  |
| Temps minimal à réaliser pour la qualification : 1 min 08 s 565 (107 % de 1 min 04 s 080) |                   |                      |                  |                  |                  |

### Grille de départ
- Charles Leclerc, auteur du treizième temps des qualifications, est pénalisé d'un recul de cinq places sur la grille de départ après le changement de la boîte de vitesses de sa monoplace ; il s'élance de la dix-huitième position[6] ;
- Sebastian Vettel, auteur du troisième temps des qualifications, est pénalisé d'un recul de trois places sur la grille de départ pour avoir bloqué Carlos Sainz Jr. lors de la deuxième phase qualificative ; il s'élance de la sixième position[7] ;

## Course

### Classement de la course
| Pos. | no | Pilote            | Écurie               | Tours | Temps/Abandon                            | Grille  | Points |
| ---- | -- | ----------------- | -------------------- | ----- | ---------------------------------------- | ------- | ------ |
| 1    | 33 | Max Verstappen    | Red Bull-TAG Heuer   | 71    | 1 h 21 min 56 s 024 (224,415 km/h)       | 4       | 25     |
| 2    | 7  | Kimi Räikkönen    | Ferrari              | 71    | + 1 s 504                                | 3       | 18     |
| 3    | 5  | Sebastian Vettel  | Ferrari              | 71    | + 3 s 181                                | 6       | 15     |
| 4    | 8  | Romain Grosjean   | Haas-Ferrari         | 70    | + 1 tour                                 | 5       | 12     |
| 5    | 20 | Kevin Magnussen   | Haas-Ferrari         | 70    | + 1 tour                                 | 8       | 10     |
| 6    | 31 | Esteban Ocon      | Force India-Mercedes | 70    | + 1 tour                                 | 11      | 8      |
| 7    | 11 | Sergio Pérez      | Force India-Mercedes | 70    | + 1 tour                                 | 15      | 6      |
| 8    | 14 | Fernando Alonso   | McLaren-Renault      | 70    | + 1 tour                                 | pitlane | 4      |
| 9    | 16 | Charles Leclerc   | Sauber-Ferrari       | 70    | + 1 tour                                 | 17      | 2      |
| 10   | 9  | Marcus Ericsson   | Sauber-Ferrari       | 70    | + 1 tour                                 | 18      | 1      |
| 11   | 10 | Pierre Gasly      | Toro Rosso-Honda     | 70    | + 1 tour                                 | 12      |        |
| 12   | 55 | Carlos Sainz Jr.  | Renault              | 70    | + 1 tour                                 | 9       |        |
| 13   | 35 | Sergey Sirotkin   | Williams-Mercedes    | 69    | + 2 tours                                | 16      |        |
| 14   | 18 | Lance Stroll      | Williams-Mercedes    | 69    | + 2 tours (dont 10 secondes de pénalité) | 13      |        |
| 15   | 2  | Stoffel Vandoorne | McLaren-Renault      | 64    | Boîte de vitesses                        | 14      |        |
| Abd. | 44 | Lewis Hamilton    | Mercedes             | 63    | Pression d'essence                       | 2       |        |
| Abd. | 28 | Brendon Hartley   | Toro Rosso-Honda     | 54    | Transmission                             | 19      |        |
| Abd. | 3  | Daniel Ricciardo  | Red Bull-TAG Heuer   | 53    | Échappement                              | 7       |        |
| Abd. | 77 | Valtteri Bottas   | Mercedes             | 13    | Problème hydraulique                     | 1       |        |
| Abd. | 27 | Nico Hülkenberg   | Renault              | 10    | Turbocompresseur                         | 10      |        |

### Pole position et record du tour
- Pole position :  Valtteri Bottas (Mercedes) en 1 min 03 s 130 (246,235 km/h)[9].
- Meilleur tour en course :  Kimi  Räikkönen (Ferrari) en 1 min 06 s 957  (232,161 km/h)au soixante-et-onzième tour[10].

### Tours en tête
- Lewis Hamilton (Mercedes) : 25 tours (1-25)[11]
- Max Verstappen (Red Bull-TAG Heuer) : 46 tours (26-71)

## Classements généraux à l'issue de la course
| Pos. | Pilote            | Écurie               | Points |
| ---- | ----------------- | -------------------- | ------ |
| 1    | Sebastian Vettel  | Ferrari              | 146    |
| 2    | Lewis Hamilton    | Mercedes             | 145    |
| 3    | Kimi Räikkönen    | Ferrari              | 101    |
| 4    | Daniel Ricciardo  | Red Bull-TAG Heuer   | 96     |
| 5    | Max Verstappen    | Red Bull-TAG Heuer   | 93     |
| 6    | Valtteri Bottas   | Mercedes             | 92     |
| 7    | Kevin Magnussen   | Haas-Ferrari         | 37     |
| 8    | Fernando Alonso   | McLaren-Renault      | 36     |
| 9    | Nico Hülkenberg   | Renault              | 34     |
| 10   | Carlos Sainz Jr.  | Renault              | 28     |
| 11   | Sergio Pérez      | Force India-Mercedes | 23     |
| 12   | Esteban Ocon      | Force India-Mercedes | 19     |
| 13   | Pierre Gasly      | Toro Rosso-Honda     | 18     |
| 14   | Charles Leclerc   | Sauber-Ferrari       | 13     |
| 15   | Romain Grosjean   | Haas-Ferrari         | 12     |
| 16   | Stoffel Vandoorne | McLaren-Renault      | 8      |
| 17   | Lance Stroll      | Williams-Mercedes    | 4      |
| 18   | Marcus Ericsson   | Sauber-Ferrari       | 3      |
| 19   | Brendon Hartley   | Toro Rosso-Honda     | 1      |

| Pos. | Écurie               | Points |
| ---- | -------------------- | ------ |
| 1    | Ferrari              | 247    |
| 2    | Mercedes             | 237    |
| 3    | Red Bull-TAG Heuer   | 189    |
| 4    | Renault              | 62     |
| 5    | Haas-Ferrari         | 49     |
| 6    | McLaren-Renault      | 44     |
| 7    | Force India-Mercedes | 42     |
| 8    | Toro Rosso-Honda     | 19     |
| 9    | Sauber-Ferrari       | 16     |
| 10   | Williams-Mercedes    | 4      |

## Statistiques

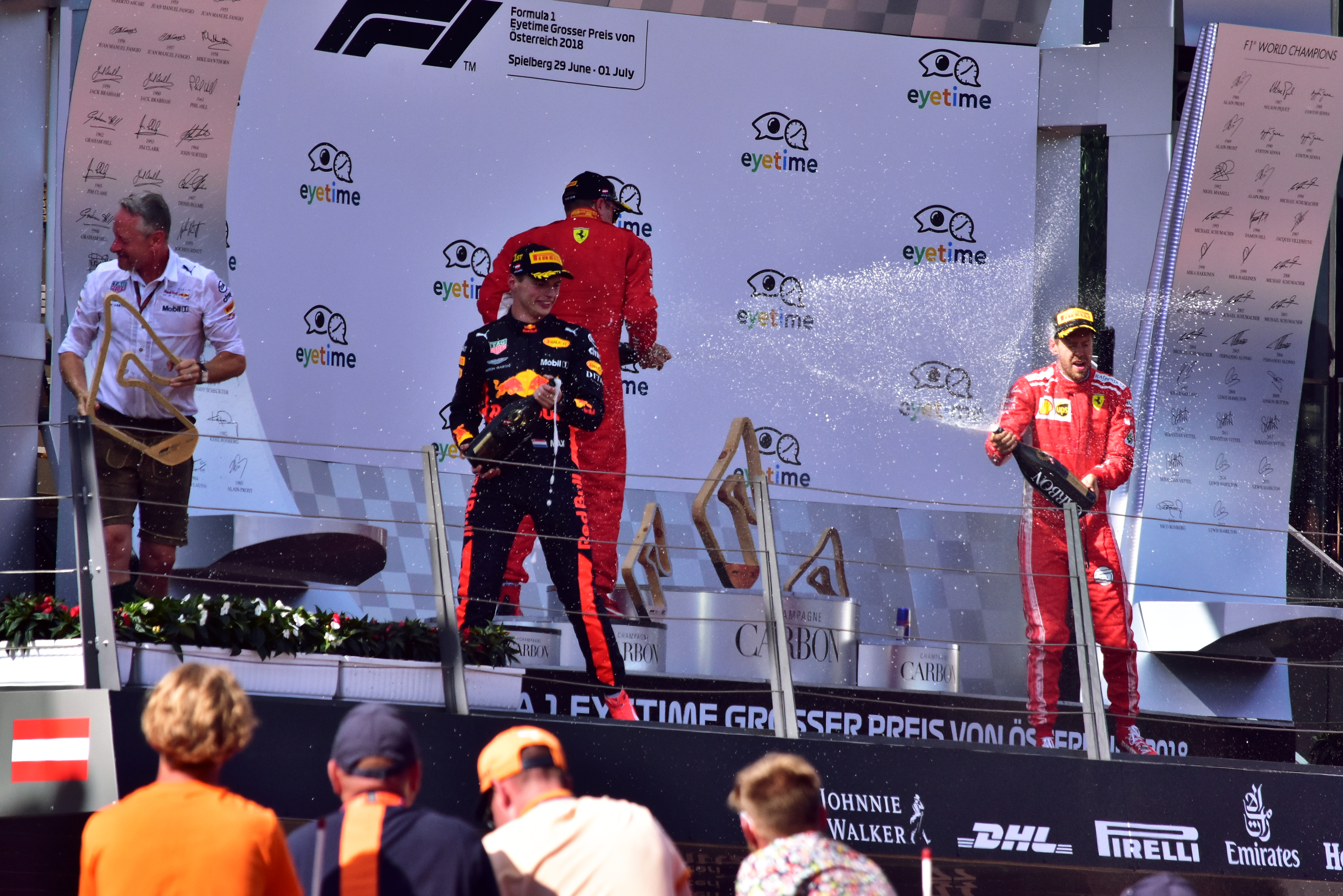
Le podium.

Le Grand Prix d'Autriche 2018 représente :
- la 5e pole position de Valtteri Bottas[14] ;
- la 4e victoire de Max Verstappen, sa première de la saison[15] ;
- la 58e victoire de Red Bull Racing[16] ;
- la 8e victoire d'un moteur TAG Heuer (bloc Renault rebadgé)[17].

Au cours de ce Grand Prix :
- Fernando Alonso prend son 300e départ en Formule 1[18] ;
- Force India prend son 200e départ en Formule 1[19] ;
- Haas F1 Team prend son 50e départ en Formule 1[20] ;
- Max Verstappen passe la barre des 500 points inscrits en Formule 1 (514 points inscrits)[21] ;
- Esteban Ocon passe la barre des 100 points inscrits en Formule 1 (106 points inscrits)[22] ;
- Fin de la série de 33 Grands Prix consécutifs terminés dans les points pour Lewis Hamilton[23] ;
- Mercedes n'avait plus connu de double abandon pour causes mécaniques depuis son retour en Formule 1 en 2010 ; il faut ainsi remonter au Grand Prix automobile de Monaco 1955 pour qu'aucune Mercedes ne termine une course sur problème technique[24] ;
- Max Verstappen est élu « Pilote du jour » lors d'un vote organisé sur le site officiel de la Formule 1[25] ;
- Derek Warwick (146 départs en Grands Prix de Formule 1 dont deux meilleurs tours en course et quatre podiums, vainqueur des 24 Heures du Mans 1992) a été nommé par la FIA conseiller pour aider dans leurs jugements le groupe des commissaires de course[26].